# The Amazing Chan and the Chan Clan
As Aventuras de Charlie Chan (The Amazing Chan and the Chan Clan, no original em inglês) é um desenho com produção Hanna-Barbera. Estreou em 1972 e teve 16 episódios. Baseado nas histórias famosas do detetive chinês Charlie Chan.

## História
No desenho, o Sr. Chan tem dez filhos e o cachorro Chu Chu. Eles desvendam mistérios pelo mundo todo, com as crianças sempre ajudando o pai em todos os episódios, (ou pelo menos tentando). Eles viajam com uma van que se transforma em outros veículos (como no desenho do Hong Kong Fu) com o apertar de um botão.
Os filhos mais velhos também tem uma banda e todo episódio tem uma música, tocada durante o desenho enquanto resolvem algum mistério ou interpretada por eles mesmos. Os vocais do grupo eram de Ron Dante, do grupo The Archies, com supervisão de Don Kirshner.

## Personagens
- Sr. Chan: Famoso detetive de origem chinesa e pai de dez filhos.
- Henry Chan: Filho mais velho. Muito maduro e o líder da turma.
- Stanley Chan: O segundo mais velho, impulsionado por Henry, é o personagem cômico da série e mestre dos disfarces.
- Suzie Chan: A mais velha das garotas, doce e bonita. A versão da série de Daphne (Scooby-Doo)
- Alan Chan: Outro adolescente, é o inventor/engenheiro da turma.
- Anne Chan: Também de idade média, é a menina perspicaz do grupo, a molecona.
- Tom Chan: Último dos filhos de idade adolescente. Tido como o mais intelectual.
- Flip Chan: O líder dos mais novos e o que mais quer ajudar. Chamado de Chefe por Scooter. Segundo o pai, "ele já assistiu a todos os filmes de Humphrey Bogart".[1]
- Nancy Chan: Outra pré-adolescente, um pouco acima do peso e com rabo de cavalo. Prefer encontrar lanches ao invés de procurar pistas com os irmãos.
- Mimi Chan: A segunda mais nova e mais feminina.
- Scooter Chan: O mais novo e mais infantil. O segundo em comando, depois de Flip.
- Chu Chu: o cachorro que os auxilia a resolver os casos.

## Episódios[2]
nomes originais (em inglês)
1. The Crown Jewel Caper
2. To Catch a Pitcher
3. Will The Real Charlie Chan Please Stand Up?
4. The Phantom Sea Thief
5. Eye of the Idol
6. Fat Lady Caper
7. Captain Kidd's Doubloons
8. Bronze Idol
9. Double Trouble
10. The Great Illusion Caper
11. The Mummy's Tomb
12. The Mardi Gras Caper
13. The Gypsy Caper
14. The Greek Caper
15. White Elephant
16. Scotland Yard

## Dubladores

### Nos Estados Unidos
- Charlie Chan: Keye Luke (o Mestre Po do seriado Kung Fu; e o ancião chinês que era o dono do mogwai Gizmo dos filmes Gremlins)
- Henry Chan: Bob Ito
- Stanley Chan: Stephen Wong e Lennie Weinrib
- Suzie Chan: Virginia Ann Lee e Cherylene Lee
- Alan Chan: Brian Tochi
- Anne Chan: Leslie Kumamota e Jodie Foster
- Tom Chan: Michael Takamoto e John Gunn
- Flip Chan: Jay Jay Jue e Gene Andrusco
- Nancy Chan: Beverly Kushida
- Mimi Chan: Leslie Juwai e Cherylene Lee
- Scooter Chan: Robin Toma e Michael Morgan
- o pequinês Chu Chu: Don Messick

### No Brasil
- Estúdio: Herbert Richers
- Charlie Chan: Orlando Drummond
- Henry Chan: Domício Costa
- Stanley Chan: Isaac Bardavid
- Alan Chan: Telmo de Avelar
- Tom Chan: André Filho
- Flip Chan: Orlando Prado
- Scooter Chan: Cleonir dos Santos
- Suzie Chan: Sônia de Moraes
- Anne Chan: Sônia Ferreira
- Nancy Chan: Juraciara Diacovo
- Mimi Chan: Nair Amorim
- o pequinês Chu Chu: Carmen Sheila